# Gomphus clavatus
 Gomphus clavatus (Christian Hendrik Persoon, 1796 ex Gray, 1821, sin. Cantharellus clavatus  sau Craterellus clavatus (Christian Hendrik Persoon, 1796 ex Elias Magnus Fries, 1821/1838), cunoscut în România sub numele urechea porcului, este o ciupercă comestibilă din încrengătura Basidiomycota, ordinul Phallales, în familia Gomphaceae și de genul Gomphus care coabitează, fiind un simbiont micoriza (formează micorize pe rădăcinile arborilor). Acest soi destul de răspândit se găsește în România, Basarabia și Bucovina de Nord, dezvoltându-se preferat de la deal până în regiuni montane, numai pe sol calcaros, crescând adesea în tufe, formând grupuri, șiruri și cercuri de vrăjitoare în păduri de conifere precum în cele mixte, mai ales sub brazi și molizi. Începând în iulie, sezonul important al apariției este de la mijlocul lunii august până în octombrie. Dar apare și toamna târziu, în noiembrie, înainte de primul ger.

## Descriere

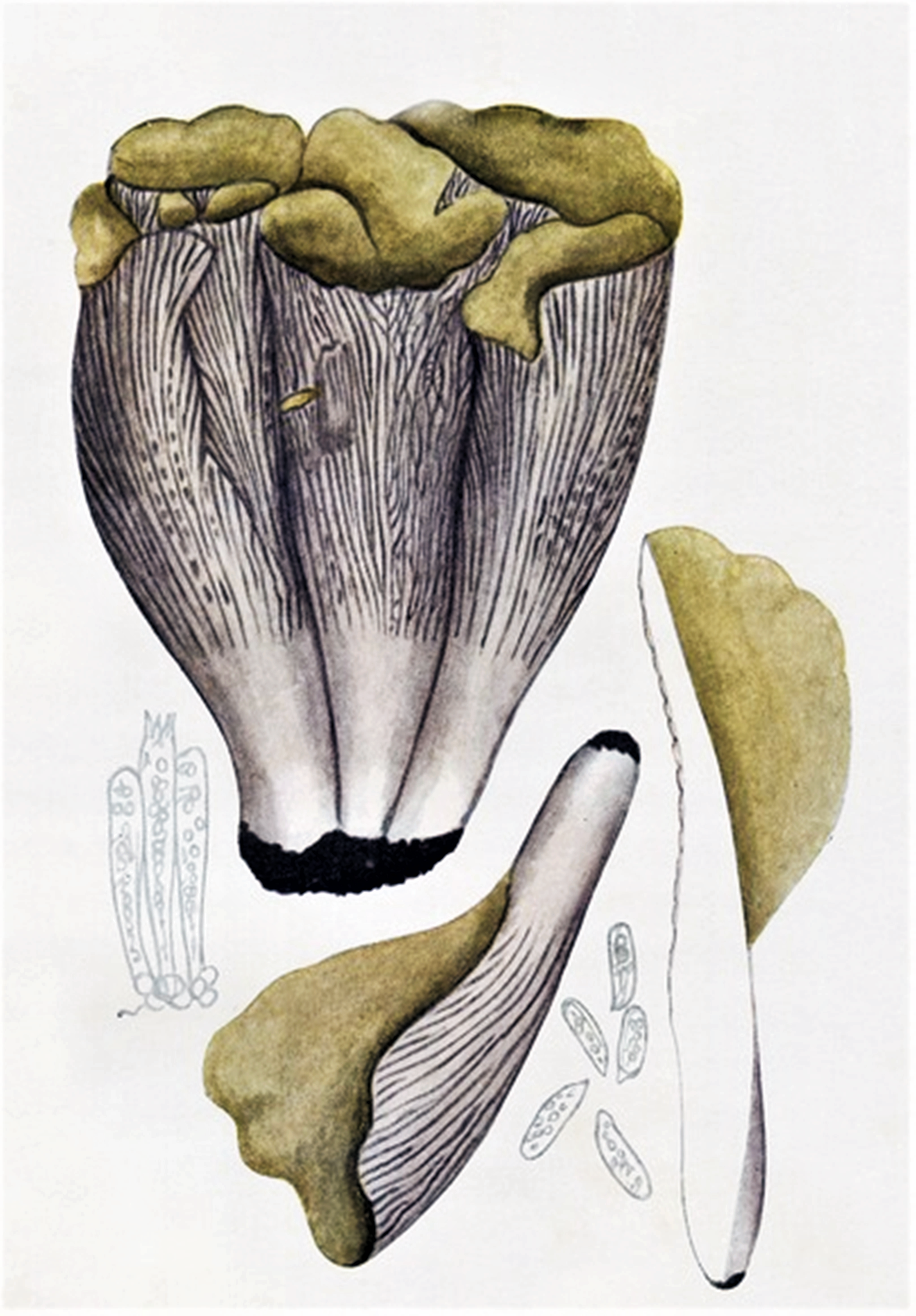
Bres.: Cantharellus clavatus

- Corpul fructifer: are o înălțime de până la 10 cm și o lățime de 4–8 cm, este cărnoasă, tânără în formă de măciucă, cu partea superioară aplatizată, iar pe măsura  maturizării capătă forma de pâlnie neregulată (câteodată unilaterală în formă de ureche), cu marginea ondulată și crestată. Partea din interior este netedă acoperită cu niște solzi foarte mici,  împrăștiați pe toată suprafața, fiind la început violetă, pentru ca la vârstă să se decoloreze în ocru până galben-verzui.
- Himenoforul: este format dintr-o țesătură deasă de mici cute și nervuri zbârcite, bifurcate și foarte ramificate care se trage aproape până la bază. Culoarea tinde între violaceu, roz-trandafiriu și gri-brun.
- Piciorul: se conturează mai mult sau mai puțin o tulpină scurtă de 2–3 cm și groasă de până la 2,5 cm, fiind netedă, compactă și catifelată. Coloritul este inițial violet, decolorându-se la bătrânețe spre ocru. Spre bază este de culoare albicioasă.
- Carnea: este foarte compactă și cărnoasă dar fragedă și de acea denumită de exemplu în Italia de asemenea „carnea pădurii”.  Ea este albă (câteodată albicios-violacee) și nu-și schimbă culoarea în contact cu aerul, mirosul fiind de migdale și gustul plăcut, foarte savuros cât ciuperca este tânără, însă destul de acru la ciupercile bătrâne. Nu rar apar forme depigmentate de culoare ocru-gălbuie ale acestei ciuperci.[3][4][5]
- Caracteristici microscopice: Sporii sunt alungit cilindrici, aproape fusiformi, fin verucoși, hialini (translucizi) având o mărime de 10-14 x 4-6 microni. Pulberea lor est ocru-maronie. Basidiile cu 4 sterigme fiecare sunt clavate, măsurând 50-60 x 6-8 microni. Cistidele (elemente sterile situate în stratul himenal sau printre celulele din pielița pălăriei și a piciorului, probabil cu rol de excreție) asemănătoare în aspect sunt mai mici și rotunjite la vârf.[6]
- Reacții chimice: Buretele se decolorează cu tinctură de Guaiacum imediat închis albastru cu tonuri verzui.[7]

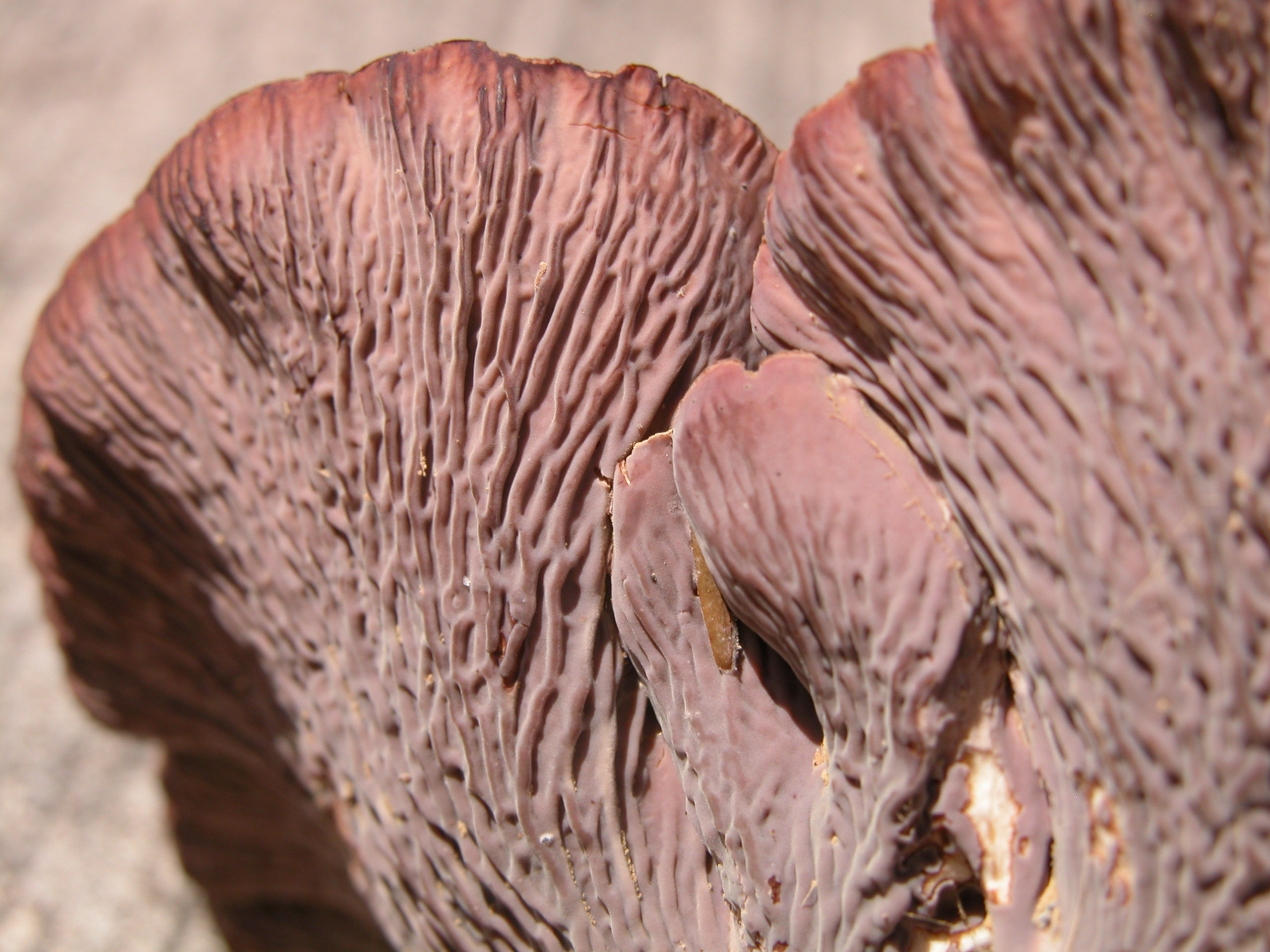
G. clavatus, stinghii
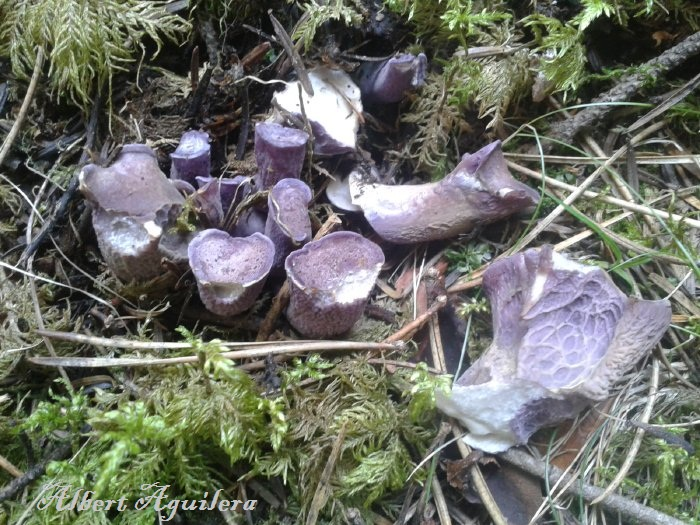
G. clavatus tineri
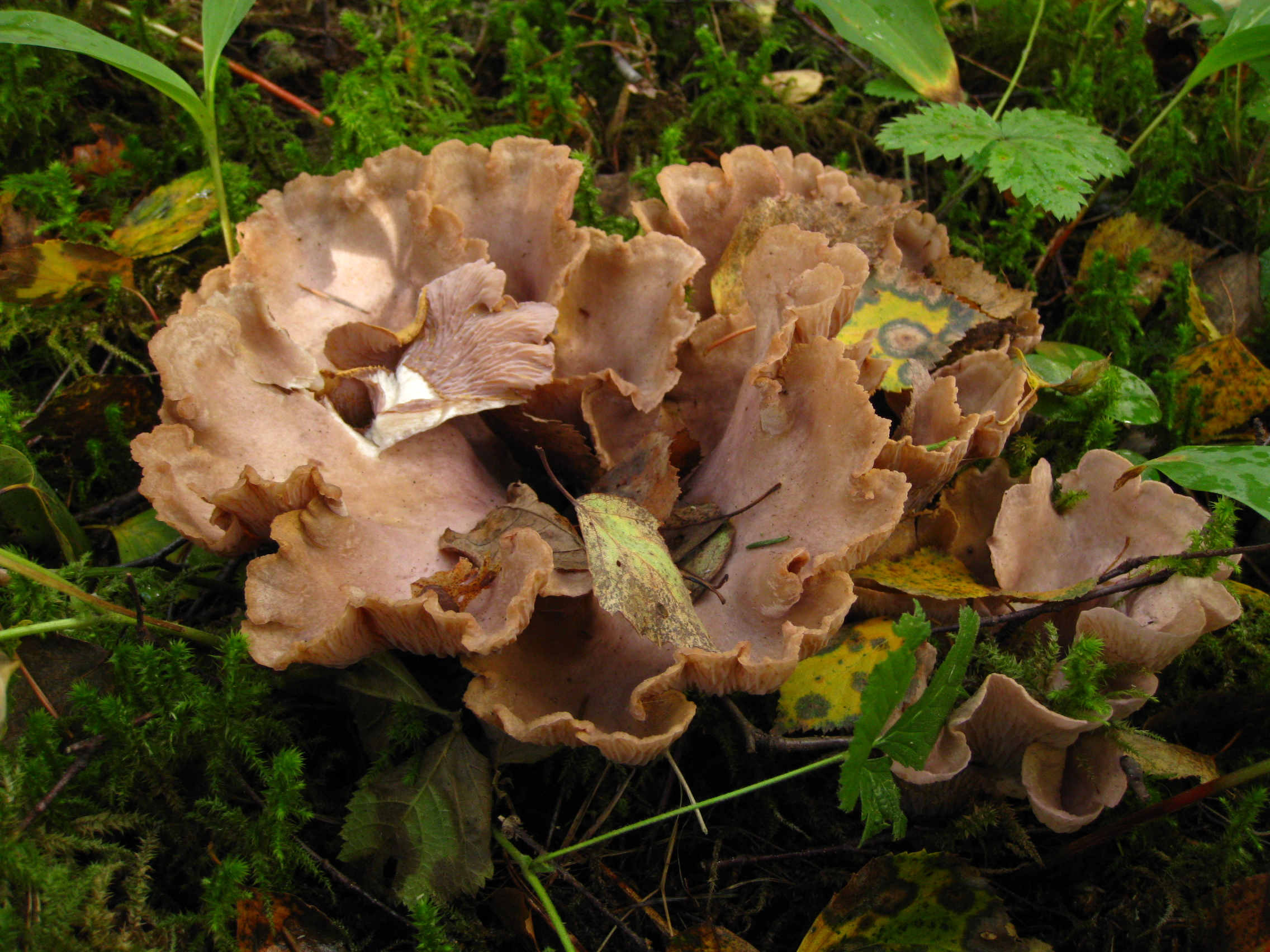
G. clavatus bătrâni
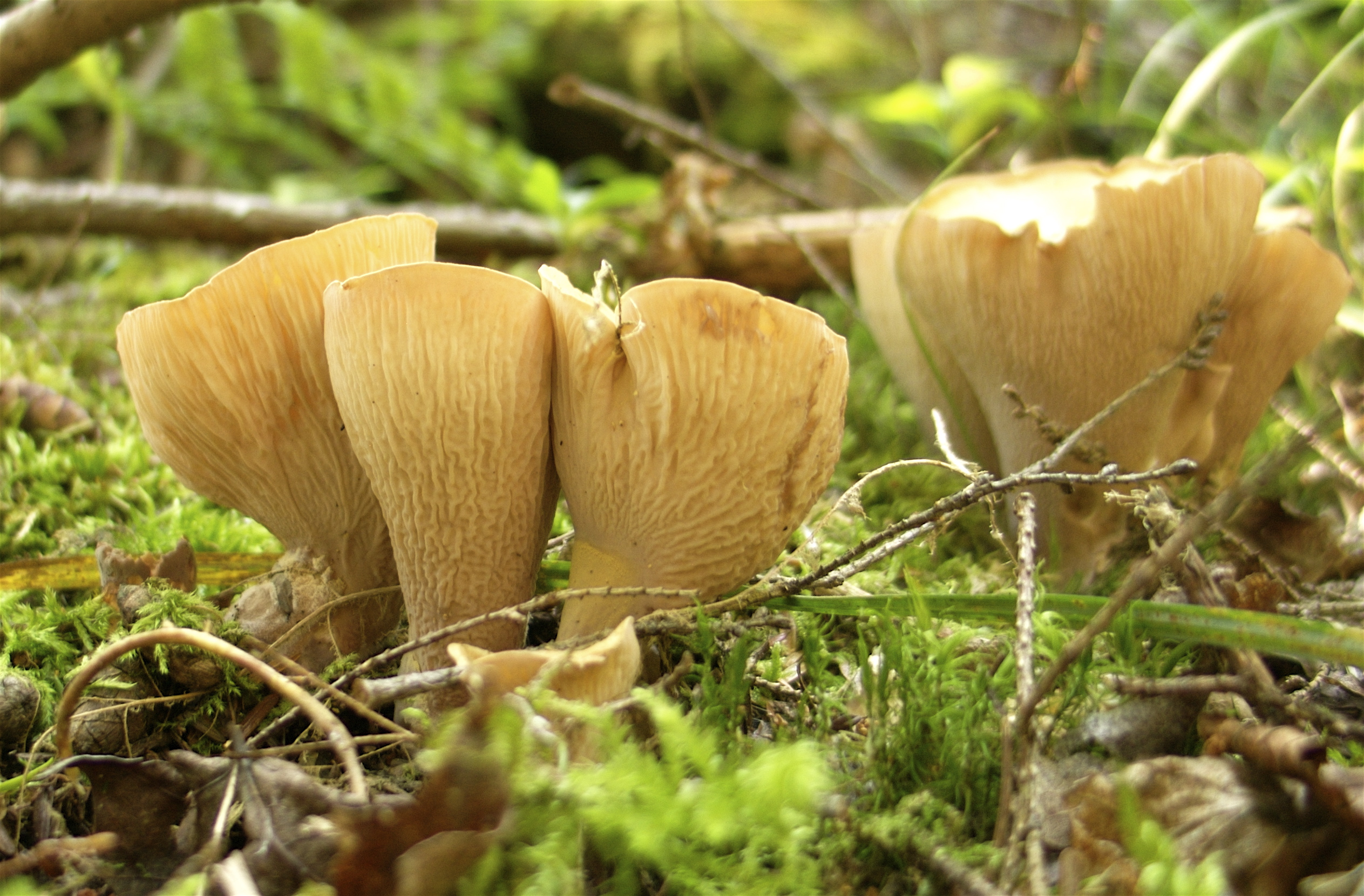
G. clavatus gălbui (depigmentat)

## Confuzii
Incluzând forma depigmentată, Gomphus clavatus poate fi confundat cu puține alte specii comestibile, de exemplucu Cantharellus melanoxeros sin.Craterellus melanoxeros (foarte gustos), Clavariadelphus truncatus, Gomphus floccosus, ori cu forme ceva deformate respectiv îngroșate ale lui Cantharellus cibarius, Cantharellus cinereus, Craterellus cornucopioides sau Craterellus tubaeformis.

## Specii asemănătoare

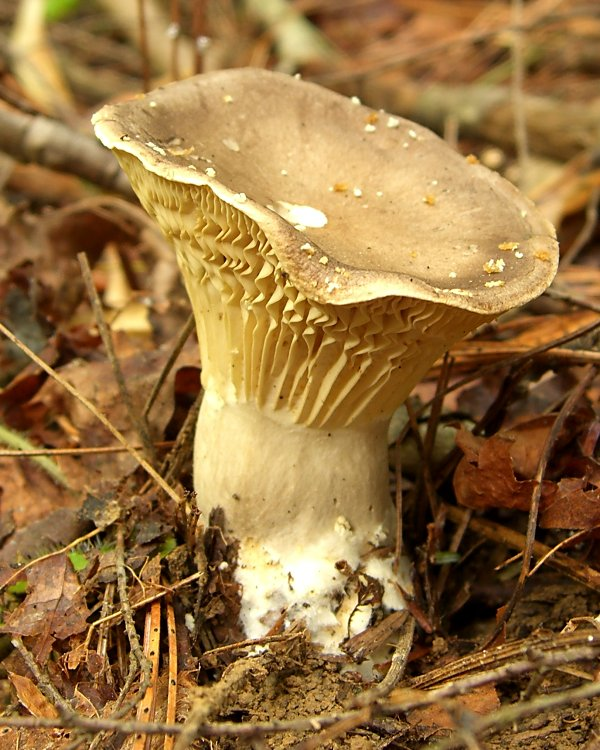
Cantharellus cibarius
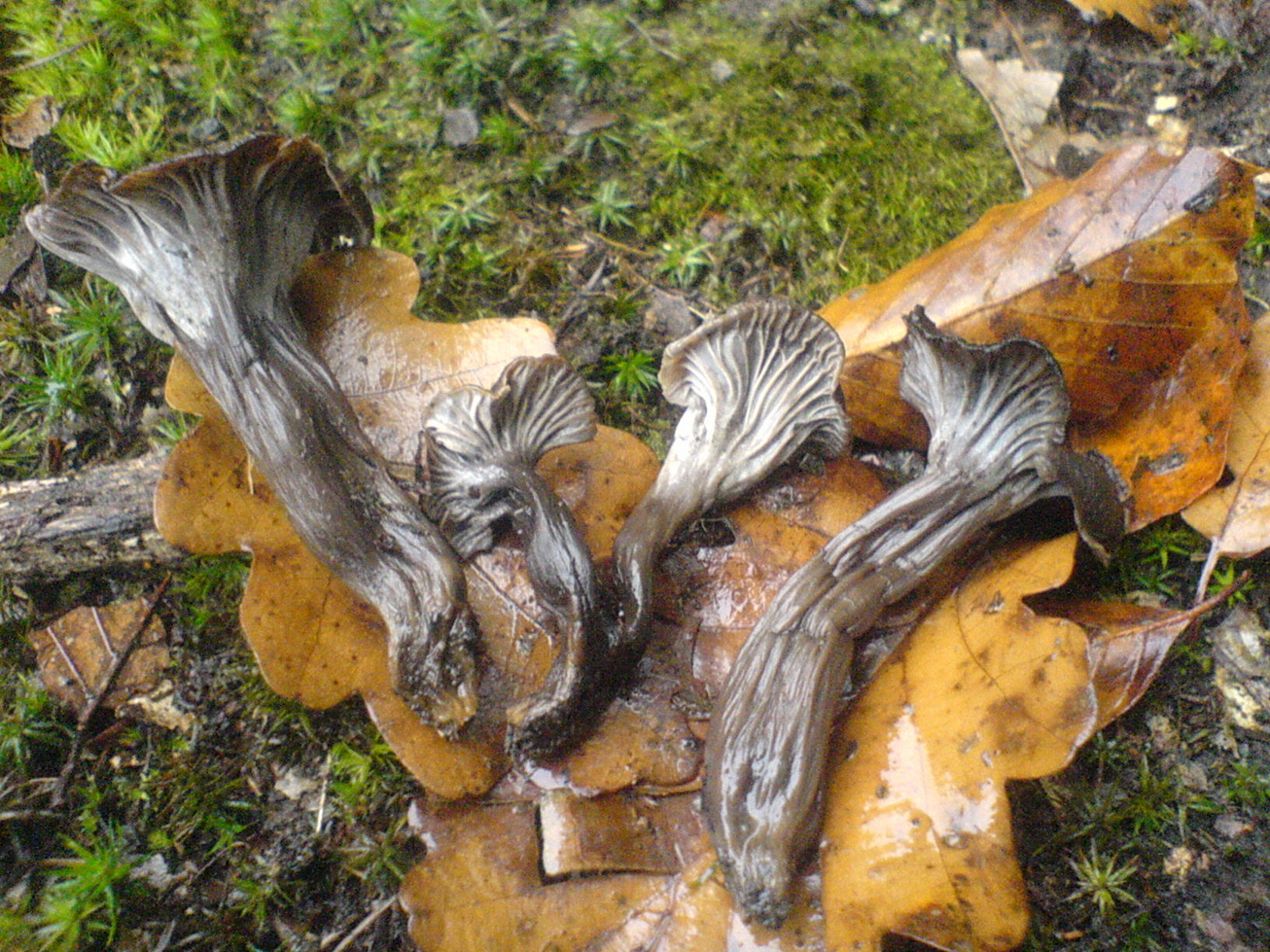
Cantharellus cinereus
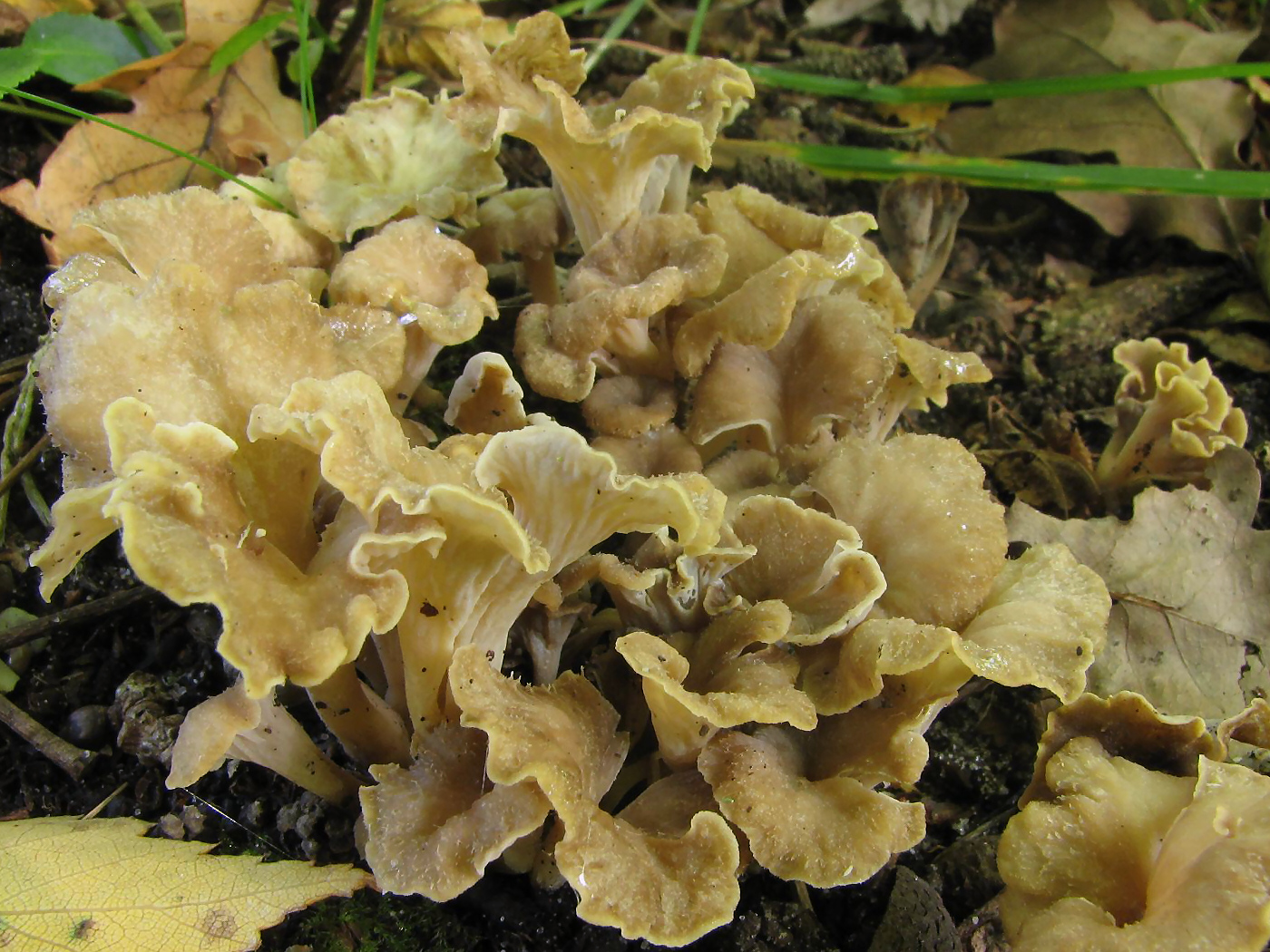
Cantharellus melanoxeros
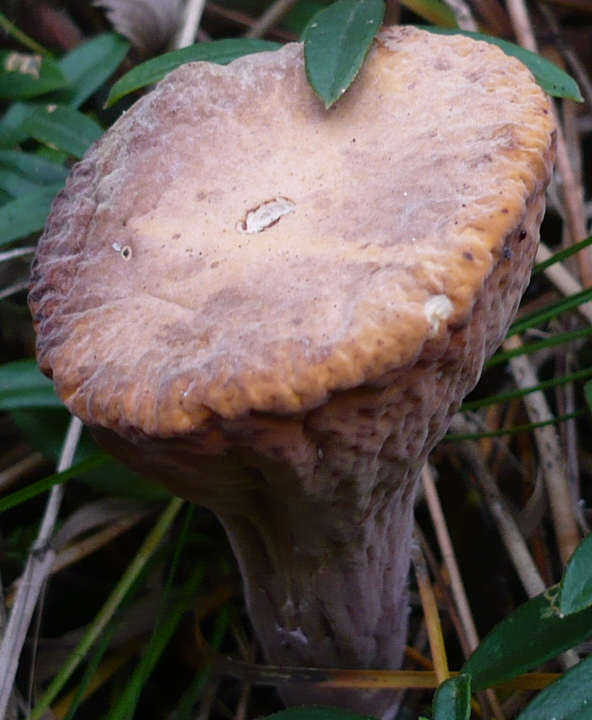
Clavariadelphus truncatus
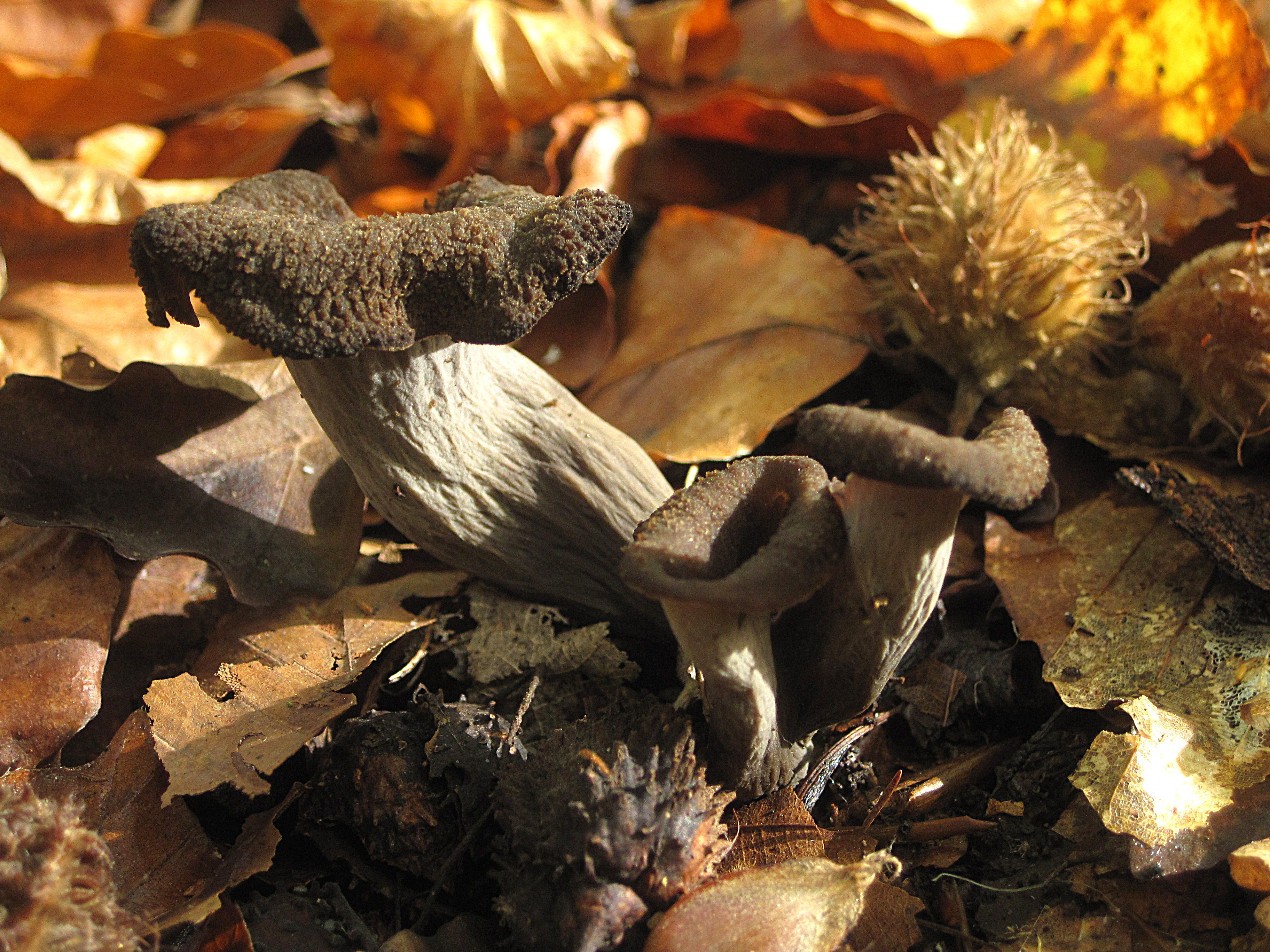
Craterellus cornucopioides
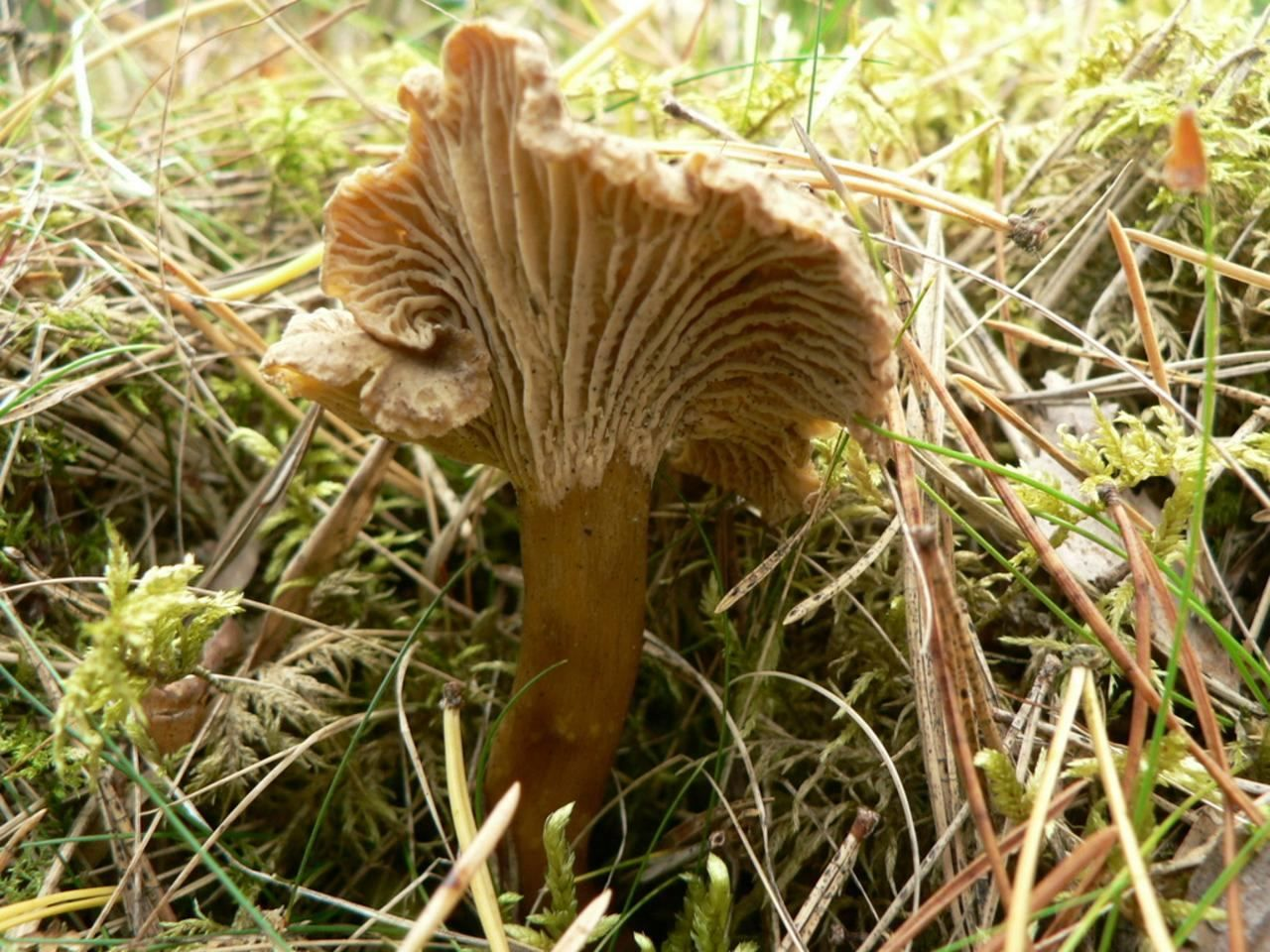
Craterellus tubaeformis
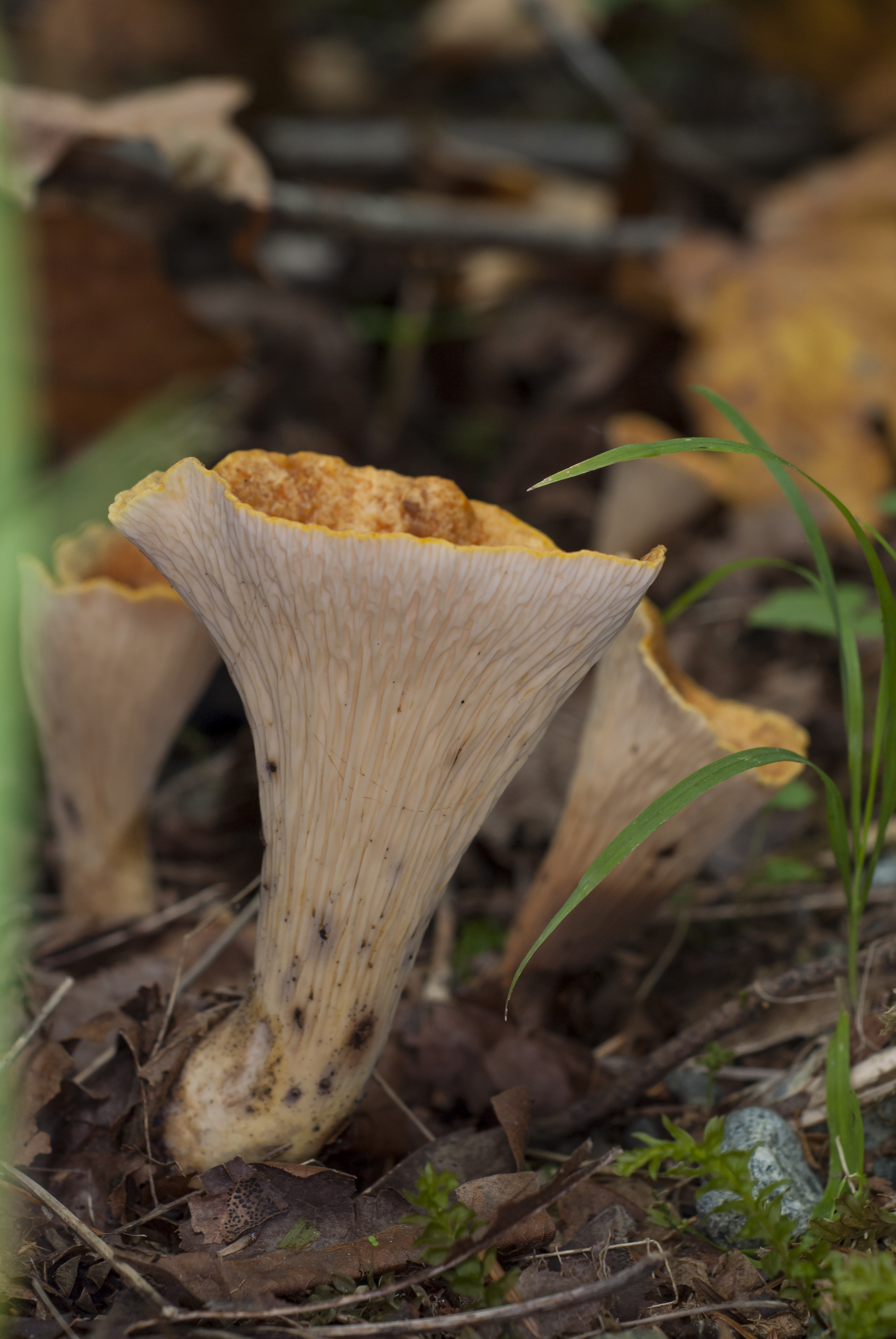
Gomphus floccosus

## Valorificare
Bureții proaspeți și tăiați pot fi pregătiți ca ciulama, de asemenea împreună cu alte ciuperci de pădure sau adăugați la un sos de carne, cu preferință de porc, pui sau iepure de casă, dar de asemenea la vânat.
Mai departe, buretele poate fi uscat. De asemenea, el se poate adăuga ca praf la supe și sosuri sau ca ingredient la producerea de ketchup de ciuperci precum esență de bureți.